# Rak vinkel
En rak vinkel är inom geometrin en vinkel som är precis 180°. Den är större än en trubbig vinkel men mindre än en reflexvinkel.
En rak vinkel α motsvarar:
- α = 1⁄2 varv
- α = 180°
- α = π radianer
- α = 200g